# Petra Thorbrietz
Petra Thorbrietz (* 1954 in München) ist eine deutsche Journalistin und Autorin.

## Leben und Wirken
Petra Thorbrietz studierte an der Ludwig-Maximilians-Universität München Kommunikationswissenschaft, Politikwissenschaft, Soziologie und Geschichte. 1980 erlangte sie den Abschluss Magister artium und an der Deutschen Journalistenschule einen Redakteursabschluss. Von 1980 bis 1983 war sie Wissenschaftliche Assistentin am Institut für Kommunikationswissenschaft der Universität München, wo sie 1984 mit der Arbeit Vernetztes Denken im Journalismus. Journalistische Vermittlungsdefizite am Beispiel Ökologie und Umweltschutz zum Dr. rer. pol. promoviert wurde.
Danach arbeitete sie als freie Journalistin für Hörfunk und Fernsehen. Sie war unter anderem Redakteurin der Zeitschriften „natur“ und „Wochenpost“ sowie Regisseurin und Drehbuchautorin beim ORF und beim ungarischen Fernsehsender MTV. Ab 1993 war sie Ressortleiterin und ab 1996 Reporterin bei der Zeitschrift Die Woche, zu deren Gründungsredaktion sie gehörte.
Petra Thorbrietz war Lehrbeauftragte an den Universitäten Wien, Leipzig und Graz. Außerdem arbeitete sie als Autorin für die Zeitschriften Geo, Focus-Schule und Chrismon sowie das Greenpeace-Magazin. Für „Focus online“ schrieb sie die Kolumne Petra Thorbrietz’ letzte Fragen.
Im Jahr 2004 starb ihr Mann János Pásztory an Krebs. Ein Jahr danach beendete sie ihre berufliche Laufbahn als stellvertretende Chefredakteurin des Magazins Focus-Schule. Sie recherchierte zwei Jahre über fachliche, soziale und religiöse Probleme im Zusammenhang mit dem Tod und sprach mit Ärzten, Angehörigen und Theologen über dieses Thema. Daraus entstand ihr Buch Leben bis zum Schluss. Abschiednehmen und würdevolles Sterben.
Petra Thorbrietz lebt in München.

## Auszeichnungen
- Stipendium der Karl-Gerold-Stiftung der Frankfurter Rundschau
- 1990: Österreichischer Staatspreis für Wissenschaftspublizistik als Regisseurin der Filmtrilogie Magie des Tropfens[2]
- 1996: Preis der Schader-Stiftung für das redaktionelle Konzept einer Artikelserie zum Thema Verkehr in der Zeitschrift „Die Woche“
- 2004: Ludwig-Demling-Medienpreis für Gesundheit aus dem Darm
- 2006: Medienpreis der Stiftung Rufzeichen Gesundheit
- 2006: Lung Cancer Journalism Award

## Schriften
- Vernetztes Denken im Journalismus. Dissertation. Niemeyer, Tübingen 1986, ISBN 3-484-34021-5.
- mit Imme Sanwald: Unser Boden – unser Leben. Moewig, Rastatt 1988, ISBN 3-8118-3332-4.
- mit Ingrid Reinecke: Lügen, Lobbies, Lebensmittel. Kunstmann, München 1997, ISBN 3-88897-180-2.
- Kursbuch gesunde Kinderernährung. Zabert Sandmann, München 2002, ISBN 3-89883-035-7.
- Gesundheit aus dem Darm. Die Quelle des Wohlbefindens entdecken, schützen und heilen. Zabert Sandmann, München 2003, ISBN 3-89883-050-0.
- Identität im digitalen Zeitalter. Hoffmann und Campe, Hamburg 2004, ISBN 3-455-09479-1.
- Konzentration. Wie Eltern ihr Kind unterstützen können. dtv, München 2007, ISBN 978-3-423-34445-6.
- Leben bis zum Schluss. Abschiednehmen und würdevolles Sterben. 3. Auflage. Zabert Sandmann, München 2007, ISBN 978-3-89883-186-4.
- Wir werden Europa erobern! Ungarn, Viktor Orbán und die unterwanderte Demokratie. Kunstmann, München 2025, ISBN 978-3-95614-626-8.